# Jean de Montgascon
Pour les articles homonymes, voir Montgascon.
Jean d'Acher de Montgascon, plus connu sous le nom de Jean de Montgascon, est un homme politique français, né le 17 avril 1901 à Melun (Seine-et-Marne) et mort le 27 décembre 1988  à La Flèche (Sarthe).

## Origines familiales
Jean  de Montgascon appartient à une famille bourgeoise ancienne originaire du Languedoc. La famille d'Acher de Montgascon possédait le domaine de Montgascon (près de Limoux), dont elle a conservé le nom.  Elle est issue d'Alexandre Acher (1654-1718), marchand-bourgeois de Sainte-Colombe-sur-l'Hers, (Aude).
Dans cette famille, on relève les personnalités suivantes : 
- Jean Acher (1683-1751) était marchand-bourgeois de cette ville. (Son fils Justin (I) achète la seigneurie de Montgascon vers 1740).
- Clément d'Acher de Montgascon (1792-1855), était secrétaire du commandement de Monseigneur le Dauphin, chef d'escadron d'état-major, officier de la Légion d'Honneur.
- Justin (II) d'Acher de Montgascon (1827-1900), était ministre plénipotentiaire.
- Just d'Acher de Montgascon (1861-1951), père de Jean, (ESM Saint-Cyr, promotion « Grand-Triomphe », 1888-1890), était commandant d'infanterie .

## Biographie
D'abord banquier, Jean de Montgascon s'occupe ensuite d'une entreprise de transports avant de s'installer dans la Sarthe, d'où est originaire son épouse, Renée Frotier de Bagneux (1903-1994),  comme exploitant forestier. 
Il est secrétaire général puis vice-président du syndicat des exploitants forestiers de la Sarthe, ainsi que président de l'union des associations familiales de la Sarthe.
Il est sénateur MRP de la Sarthe de 1946 à 1948. Battu en 1948, il quitte la vie politique, mais il reste maire de La Flèche (Sarthe), poste qu'il occupe de 1947 à 1959.